# Saga Skjöldunga
La saga Skjöldunga (aprox. 1180-1200) es una de las sagas reales sobre los legendarios reyes daneses de la dinastía Skjöldung, la misma dinastía que protagoniza el poema en inglés antiguo Beowulf. La genelogía se remonta a veinte generaciones, a partir de Skjöldr, el hijo de Odín, hasta Gorm el Viejo. La obra original está perdida en su forma original pero Arngrímur Jónsson parafraseó algunas partes al latín, y es posible que otras partes se conserven en otras sagas, incluido Óláfs saga Tryggvasonar en mesta y Ragnarssona þáttr. Puede existir cierta relación con el trabajo de Saxo Grammaticus y que contenga una versión de la historia (ahora perdida) Ur-Hamlet y que más tarde inspiró el Hamlet de William Shakespeare.
Es posible que algunos fragmentos conocidos como Sögubrot af nokkrum fornkonungum tengan origen en la saga Skjöldunga, quizás procedentes de una versión tardía de la obra.